# Grube Holzappel
Die Grube Holzappel (auch Grube Holzappel Leopoldine-Louise) ist ein stillgelegtes Blei-Zink-Bergwerk in der Esterau im Rhein-Lahn-Kreis in Rheinland-Pfalz. Die 1952 eingestellte Grube gehörte mit 1.077 Metern Teufe mit zu den tiefsten Erzbergwerken in Deutschland, wobei die Erzgruben des Siegerlandes weit größere Teufen erreichten. Sie war mit einer der ersten Gruben, die über 1.000 Meter Teufe erreichte. Obwohl nach der Ortsgemeinde Holzappel benannt, erstreckten sich die Bergwerks- und Aufbereitungsanlagen überwiegend in der Nähe von Dörnberg (Lahn) und Laurenburg.
Die einstige Bedeutung der Grube Holzappel kam in einer persönlichen Besichtigung durch Johann Wolfgang von Goethe am 23. Juli 1815 zum Ausdruck.
Bergbau begann vor 1535, eventuell auch schon zu römischer Zeit.

## Geologie
Die Grube Holzappel baute auf dem Holzappeler Gangzug (auch 6. Zug genannt) auf. Dieser gehörte zusammen mit dem Emser Gangzug, dem Malberger Gangzug, dem Hömberg-Dausener Gangzug, dem Windener Gangzug und dem Weinährer-Ehrentaler Gangzug zum Blei-Zink-Erz-Verbreitungsgebiet der Unteren Lahn.

### Die Entstehung des Holzappeler Gangzuges
Das Untere-Lahn-Revier, früher auch Bergrevier Diez, liegt im äußersten Südwesten des Westerwaldes, der ein Teil des Rheinischen Schiefergebirges ist. Dieses entstand im Devon aus sedimentären Ablagerungen. Während des Karbons kam es durch tektonische Vorgänge zu einer Verschiebung und Faltung der Gesteinsschichten. Durch vulkanische Aktivitäten stiegen hydrothermale Lösungen aus dem Erdinneren auf. Entlang von Schieferungsstrukturen kristallisierten sich Erzgänge aus den metallreichen Lösungen. Weitere Bewegungen in der Erzkruste bewirkten Störungen im Verlauf des Holzappeler Gangzuges.

### Geographische Lage und Ausdehnung
Der Holzappeler Gangzug streicht von Nordosten nach Südwesten. Über eine bekannte Länge von rund 4 km verläuft er südlich von Holzappel über Dörnberg-Hütte bis an die Lahn nach Obernhof, wo er durch die Schwestergrube Leopoldine-Louise im Gelbachtal aufgeschlossen war. Der Gangzug bestand aus drei nahezu parallel verlaufenden Gängen (Weißer Gebirgsgang, Hauptgang und Liegendes Trumm) mit einem Einfallen von etwa 50 gon nach Südosten. Ein vierter Gang (Quergang) durchkreuzt die anderen mit 16° Richtung Nordwesten als sogenannter Diagonalgang. Die Mächtigkeit des Hauptganges betrug einen halben bis einen Meter. Von Nordosten nach Südwesten wird der Holzappeler Gangzug durch die Morgendliche Hauptkluft, Abendliche Hauptkluft, die Ulrikenschachter Klüfte und die Westliche Hauptkluft verworfen. Auch in horizontaler Richtung gab es im Fallen Verschiebungen von bis zu 40 Metern, die hier als Bänke bezeichnet wurden.

### Mineralogie
Das Nebengestein im Bereich des Holzappeler Gangzuges wird durch Tonschiefer und Grauwacken gebildet. Der Hauptteil der Vererzung bestand aus Zinkblende und silberhaltigem Bleiglanz (500 bis 700 g Silber/Tonne Bleiglanz). Das Verhältnis Zink- zu Bleierz betrug 3:1 bis 5:1. Im späteren Fördererz machten Zinkblende und Bleiglanz zusammen 26 % aus. Vereinzelt traten etwas Kupferkies und noch seltener Fahlerz auf. Mit zunehmender Teufe verdrängten Quarz und Spateisenstein die übrigen Erze bis zur Vertaubung.

## Geschichte und Technik

### Vorgängerbergbau
Dass bereits die Römer im Bereich der späteren Grube Holzappel Bergbau betrieben haben, wird zwar vermutet, ließ sich aber bislang nicht beweisen. Als gesichert gilt römischer Bergbau in den benachbarten Blei-Zink Gruben bei Bad Ems. Die Nennung von römischen Silberbergwerken bei Tacitus kann sich auf diese Lagerstätte beziehen, Beweise gibt es dafür keine. Die Grube befand sich nicht auf römischen Territorium, sondern 9 km außerhalb des Limes. Der älteste belegbare Hinweis ist die Kappe einer Wettertür mit der Jahreszahl 1535, die im Heuweger-Stollen gefunden wurde.
Der Erlass der Nassau-Catzelnbogischen Bergordnung vom 1. September 1559 durch Graf Wilhelm dem Reichen von Nassau-Dillenburg lässt bereits auf umfangreiche bergbauliche Aktivitäten in der Region schließen. Die Grube Leopoldine-Louise wurde 1587 eröffnet. In der späteren Gründungsphase der Grube Holzappel ist von der Aufwältigung alter Stollen die Rede. Die bei J.P. Becher beschriebene Grube Segen Gottes aus dem Jahr 1585 wurde zeitweilig als Vorläuferbetrieb der Grube Holzappel angesehen, diese liegt allerdings tatsächlich im Mühltal westlich von Berg.
Im 16. Jahrhundert wurden üblicherweise in flachen Schächten oder kurzen Stollen oberflächennah Erze abgebaut, die durch Verwitterungsprozesse einen hohen Silbergehalt hatten, bzw. Fahlerze, die dort bevorzugt anstanden. Auf diese Weise entstanden Pingenzüge, die dem Streichen der Erzgänge folgten.
Im Jahr 1643 entstand die Grafschaft Holzappel. Die Herrschaft wurde mit dem Abbaurecht an den dort vorkommenden Bodenschätzen belehnt. Fürst Viktor I. Amadeus Adolf von Anhalt-Bernburg-Schaumburg-Hoym gab 1743 in einer Urkunde dieses Gewinnungsrecht an Prinzessin Leopoldine-Louise von Nassau-Oranien ab, die im Westteil der Lagerstätte noch im selben Jahr den Leopoldinen-Schacht an der Alten Nassauer Straße abteufen ließ. Ihrem Gesuch, die Belehnung nach Osten über den Bergerhof hinaus auszudehnen, wurde dagegen nicht stattgegeben.

### Aufnahme des Bergbaus und Betrieb der Grube Holzappel unter herrschaftlicher Regie 1751 bis 1853
Anstelle der Prinzessin Leopoldine-Louise räumte Fürst Viktor I. Amadeus Adolf seinem Sohn Karl Ludwig 1751 die Bergbauberechtigung für das Gebiet der späteren Grube Holzappel ein. Dies gilt als der Beginn des Bergwerks. Karl Ludwig gründete eine Gewerkschaft zu Holzappel mit 128 Kuxen, von denen auch Prinzessin Leopoldine-Louise und der Fürst selbst jeweils 16 Stück erhielten. Das Grubenfeld wurde 1752 nach Westen bis an die Markscheide der Grube Leopoldine-Louise und nach Osten bis zum Scheidter Forst ausgedehnt.
Zunächst wurde ein alter Stollen mit Gesenk und alten Abbauen durch vier Bergleute aufgewältigt und in Sophienstollen umbenannt. Erfolge blieben am Anfang aus und von 1757 bis 1759 ruhten die Versuchsarbeiten völlig. 1761 wurde der Carlstollen begonnen und 1766 ein 50 cm mächtiges Erzmittel gefunden. Die Erze wurden anfangs in der Obernhofer oder Leopoldinen-Hütte verarbeitet und 1767 wurden rund 50 kg Silber erschmolzen. Dies führte zu einem ausgeglichenen Betriebsergebnis. 1769 arbeiten 33 Bergleute auf der herrschaftlichen Grube und es wurden 92 kg Silber gewonnen. Daraufhin wurde der Bau einer eigenen Schmelzhütte begonnen. Die Erzförderung erfolgte aus mehreren hintereinanderliegende Schächten mittels Handhaspeln. So entstanden nacheinander der Erbprinz-, Charlotten- (1773), Ulriken-, Neuehoffnungs- (1788), Herminen- und Louisenschacht. An horizontalen Grubenbauten wurden von 1772 bis 1778 der Wilhelm-, Ludwig-, Eleonoren-, Magdalenen-, Amalien-, Joseph- und Christianstollen aufgefahren. Im Josephstollen kam 1776 erstmals eine Huntförderung zum Einsatz. Die erzielten Erlöse der Grube führten 1774 zur Prägung des Holzappeler Talers, einer Ausbeuteprägung. 1780 wurden 228 kg Silber und 55.900 kg Blei erzeugt und ein Überschuss von 8217 Gulden erwirtschaftet. 1785 war die Belegschaft einschließlich der Hütte und der Pochwerke auf 643 Arbeiter angewachsen.
Der bedeutendste Stollenbau wurde 1785 begonnen. Von Laurenburg aus trieb man vom Lahntal querschlägig den Adelheidstollen vor. Nach seiner Vollendung 1828 diente er der Grube Holzappel als tiefster Wasserlösungsstollen. Der Gangzug wurde bei 1730 Metern Länge angefahren. Hier brachte der Stollen etwa 180 m Teufe ein. Über den Herminenstollen, dessen Mundloch an der heutigen B 417 liegt und der nach 250 Metern auf die Hauptstrecke trifft, besitzt der Adelheidstollen einen weiteren Zugang. Um aus den neu erschlossenen tieferen Teilen der Lagerstätte fördern zu können, wurde 1815 der Emma-Ida-Schacht abgeteuft und mit dem Adelheidstollen in 157 Meter Teufe durchschlägig. Der Emma-Ida-Schacht wurde weiter mit dem darüber liegenden Wilhelm- und dem Josephstollen verbunden. Zur Tagesförderung wurde ein Pferdegöpel (oder Rosskunst) errichtet.
Um die Produktivität der Grube Holzappel zu verbessern, musste zum einen modernere Technik eingesetzt werden, zum anderen die Erzgänge in noch größerer Teufe ausgerichtet werden. So begann man im Jahr 1844 mit dem Abteufen des ersten Maschinenschachtes, dem Stephanschacht, benannt nach Erzherzog Stephan, dem damaligen Grubeneigner. Im Adelheidstollen und im Wilhelmstollen wurden eiserne Schienenbahnen verlegt, die die immer noch gebräuchlichen Laufkarren zur Streckenförderung ersetzten. 1853 erhielt der Stephanschacht eine Dampffördermaschine. Dennoch entschlossen sich die Erben des Karl Ludwigs, Erzherzog Stephan und dessen Cousin Nikolaus Friedrich Peter von Oldenburg, noch im selben Jahr zum Verkauf der Grube Holzappel und der Hütte.

### Ausbau und Modernisierung unter der Silber- und Bleibergwerksgesellschaft AG zu Holzappel von 1853 bis zur Weltwirtschaftskrise 1930

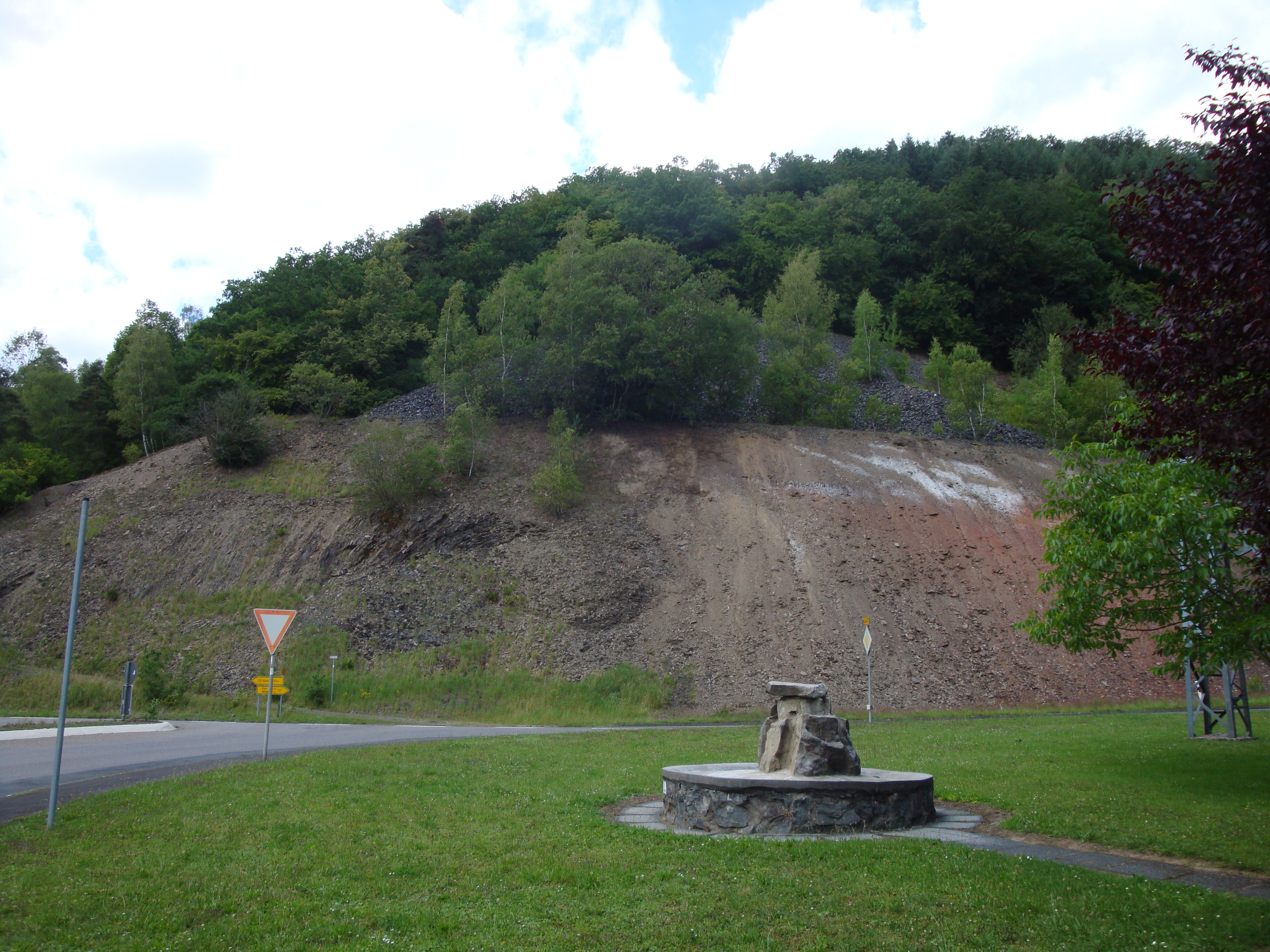
Halde der Holzappeler Aufbereitung in Laurenburg

Im Jahr 1853 gingen die Bergwerks- und Hüttenanlagen in der Holzappeler Umgebung an die Silber- und Bleibergwerksgesellschaft AG zu Holzappel über. Die Geldgeber des neuen Unternehmens stammten aus Paris und Köln. Noch im Jahr 1855 wurde mit dem Abteufen des Mittelschachtes als zweitem Maschinenschacht begonnen. Das Laurenburger Schloss wurde 1859 zur Grubenverwaltung umgebaut. 1866 wurde eine neue zentrale und leistungsfähigere Erzaufbereitung in Laurenburg gebaut (Lage). Der Standort bot sich an, da 1862 die Lahntal-Eisenbahn eingeweiht wurde und so die Konzentrate zur Verhüttung nach Bad Ems transportiert werden konnten. Die eigene Hütte verlor daraufhin an Bedeutung und wurde nach 1890 endgültig eingestellt. Ab 1873 wurde das Roherz im Stephan- und Mittelschacht nur noch bis auf die Adelheidstollensohle gehoben. Im Adelheidstollen wurde es mit Grubenpferden zu Tage gefördert. Das Mundloch des Adelheidstollens war über einen Bremsberg mit der obersten Ebene der terrassenartig am Hang des Lahntales liegenden zentralen Erzwäsche verbunden.
Um den stetig steigenden Roherzmengen gerecht zu werden, wurde die Erzaufbereitung ständig erweitert und modernisiert. Eine neue Klaube- und Setzwäsche kam 1892 hinzu und ab 1904 erfolgte der Roherztransport vom Stephanschacht zur Wäsche mit einer 1400 Meter langen Lorenseilbahn. In den folgenden Jahren entwickelte sich die Aufbereitung, die für 20 Tonnen Haufwerk pro Stunde ausgelegt war, zu einer der modernsten der damaligen Zeit. Die erste Flotation entstand 1928.
Durch den schnell in die Tiefe vorrückenden Erzabbau musste eine wachsende Menge von Grubenwasser gewältigt werden. Dazu wurden sowohl im Mittel- als auch im Stephanschacht Wassersäulenmaschinen zum Antrieb leistungsfähiger Pumpen eingebaut. Diese hoben das zusitzende Grubenwasser bis zum Adelheidstollen, über den es in die Lahn ausfloss. Im Stephanschacht wurde der Pumpenantrieb 1909 auf Dampf umgestellt. Dazu wurde eine untertägige Verbundmaschine von 440 Kilowatt Leistung auf der XVI. Tiefbausohle installiert. Der benötigte Dampf wurde vom übertägigen Kesselhaus über eine Rohrleitung im Stephanschacht herangeführt. Für die Betriebswasserversorgung sorgten einige in der Umgebung der Grube Holzappel angelegte Stauweiher, wie zum Beispiel der Eleonorenteich oder der Herthasee von 1846.
Bereits 1876 wurde in der Grube Holzappel die Personenseilfahrt im Stephanschacht und ein Jahr später auch im Mittelschacht eingeführt. Zunächst benutzte man Förderkörbe mit 1 Etage, die 1896 gegen zweietagige ausgetauscht wurden. Um die Wende vom 19. zum 20. Jahrhundert wurden besonders mächtige Gangpartien, die stellenweise bis drei Meter erreichten, abgebaut. 1908 hatte der Tiefbau schließlich die XVIII. Tiefbausohle (715 Meter Teufe) erreicht. Für die Zwischenförderung aus den tiefsten Bauen wurden nacheinander mehrere Blindschächte angelegt.
Der Grubenbetrieb erstreckte sich über eine streichende Länge von rund 2000 Metern und gliederte sich in ein Ostfeld und in ein Westfeld. Das Ostfeld wurde neben dem Adelheidstollen noch über den Louisen- und Christinenschacht sowie über den Wilhelm- und Ludwigstollen aufgeschlossen. Im Westfeld bestanden die Tiefbauschächte Stephanschacht und Mittelschacht. Das Westfeld wurde schließlich mit der Nachbargrube Leopoldine-Louise verbunden. Nachdem die Betreibergesellschaft dieses Bergwerks, die Rheinisch-Nassauische Gesellschaft, 1924 mit der AG für Bergbau, Blei- und Zinkfabrikation zu Stolberg, die die Grube Holzappel seit 1922 gepachtet hatte, fusionierte, wurde Leopoldine-Louise eine Betriebsabteilung der Grube.
Die spätere Stolberger Zink AG führte noch eine Umstellung des Grubenbetriebes auf elektrischen Strom durch, als sich die Gangverhältnisse verschlechtern. Schon 1920/1921 wäre die Grube beinahe wegen Personal- und Materialmangels als Folge des Ersten Weltkriegs eingestellt worden. Die einsetzende Weltwirtschaftskrise von 1929 führte letztendlich zu dem Beschluss, die Grube Holzappel 1930 stillzulegen und 550 Bergleute zu entlassen.
Die Wasserhaltung wurde aufrechterhalten und nötigste Instandhaltungsarbeiten von einer Restbelegschaft durchgeführt. Die Aufbereitung lief noch bis zum 2. April 1931. Ein Teil der arbeitslos gewordenen Bergleute wurden von der Grube Mercur in Bad Ems übernommen.

### Der Holzappeler Bergbau von der nationalsozialistischen Machtergreifung 1933 bis zur Einstellung 1952
Die Situation für die stillliegende Grube Holzappel änderte sich mit der Machtergreifung der Nationalsozialisten im Jahr 1933 grundlegend. Ab sofort wurden die Rohstoffvorkommen in Deutschland als strategisch wichtig eingestuft und eine Autarkie angestrebt. Mit Fördergeldern der Reichsregierung wurde nicht nur die Förderung in Holzappel wieder aufgenommen, sondern der Grubenbetrieb nochmals umfassend modernisiert.
Unter anderem wurden ab 1935 folgende Maßnahmen durchgeführt:
- Der Stephanschacht erhielt ein stählernes Fördergerüst anstelle des bisherigen Malakowturms und eine elektrische Fördermaschine von 480 Kilowatt Leistung. Damit konnten vieretagige Fördergestelle mit einer Geschwindigkeit von 14 Metern pro Sekunde eingesetzt werden.
- Als neue tiefste Sohle wurde die XXV. Tiefbausohle in 1068 Meter Teufe aufgefahren. Da der Stephanschacht als Hauptförderschacht nur bis 720 Meter Teufe reichte, wurde von der XVIII. zur XXV. Sohle ein weiterer Blindschacht (Ia) niedergebracht.
- In der Betriebsabteilung Leopoldine-Louise wurde der Otto-Wolff-Stollen aufgefahren und von dort der Otto-Wolff-Schacht bis zur XVIII. Tiefbausohle 475 Meter tief abgeteuft. Der Otto-Wolff-Schacht wurde mit dem Westfeld durchschlägig und mit Grubenlüftern zur Bewetterung ausgestattet. Die Temperaturen in den tiefsten Abbauen sanken in der bis dahin ausschließlich natürlich bewetterten Grube Holzappel von 32 auf 26 °C.
- Über Tage entstanden neue Kauen- und Werkstattgebäude.
- In der Aufbereitung Laurenburg wurde mittels der Flotation verstärkt Material von der Halde verarbeitet, was früher mit der älteren Technik nicht möglich war. Die geförderten Roherze dagegen wurden zur Aufbereitung nach Bad Ems versandt und dort eingesetzt.

In den Jahren 1936 bis 1945 erreichte die Grube mit durchschnittlich über 50.000 Tonnen Roherzförderung folglich die größten Leistungen in ihrer Geschichte. Dabei stand der Abbau im Vordergrund, Aus- und Vorrichtungsarbeiten wurden vernachlässigt. Zum Ende des Zweiten Weltkrieges zwang der allgemeine Notstand zur Einstellung des Betriebes. Im März 1945 waren die Baue unterhalb der XXIV. Tiefbausohle durch Engpässe bei der Stromversorgung ersoffen. Nach dem Krieg stieg die Nachfrage an Rohstoffen durch den beginnenden Wiederaufbau. Im Juli 1947 wurde die Förderung wieder aufgenommen. Es dauerte jedoch bis 1949, bis die Folgen des Krieges beseitigt werden konnten.
Im Vergleich mit anderen Erzbergwerken lag die Abbauleistung von 2,1 Tonnen je Mann und Schicht in der Grube Holzappel unter dem Durchschnitt. Als das Bergwerk in der Nachkriegszeit wieder ohne staatliche Fördermittel auskommen musste, stellte dies ein wirtschaftliches Problem dar. Gleichzeitig sanken die Rohstoffpreise auf dem Weltmarkt. Zuletzt trug die Haldenaufbereitung wesentlich zur Ertragsituation bei, jedoch war ein Ende der Vorräte absehbar. Als sich dann auch nach umfangreichen Untersuchungen in den Jahren 1950 bis 1952 das Ende der Erzführung zur Teufe ankündigte, erfolgte im Juli 1952 die endgültige Stilllegung der Grube Holzappel.
Da kein Nachnutzer für die Übertageanlagen gefunden wurde, wurden alle Gebäude und Einrichtungen bis Mitte 1955 abgerissen und das Gelände eingeebnet.
Insgesamt wurden in der 200-jährigen Betriebszeit der Grube Holzappel aus 216.720 Tonnen Bleiglanz, 754.700 Tonnen Zinkblende und 5,5 Tonnen Silberglanz, rund 180.000 Tonnen Blei, 360.000 Tonnen Zink und 130 Tonnen Silber erzeugt.

## Grubengebäude
Die Grube war durch mindestens 36 Stollen mit einer Gesamtlänge von 44 km (inklusive Gangstrecken) sowie durch mindestens 17 Tages- und 8 Blindschächte mit einer Gesamtteufe von 4400 m erschlossen. Es gab 25 Sohlen bis in eine Teufe von 1067 m (= -789,2 m NN)
| Stollen                 | Höhe über NN (Mundloch) (m) | Länge (m)  | Begonnen       | Lage                                   | Kommentar |
| ----------------------- | --------------------------- | ---------- | -------------- | -------------------------------------- | --- |
| Adelheid                | +99,7                       | 6950       | 1785           | Lage                                   | nutzt Herminenstollen zur Wasserlösung, verbunden mit Emma-Ida- und mit Stephanschacht |
| Amalien                 |                             | 720        | 1776           | Lage                                   | im Hüttenbachtalm zwischen Eleonoren- und Hüttenteich, verläuft in Richtung Schrot-Schacht; das bei der angegebenen Koordinate befindliche, verbrochene Mundloch und die gut sichtbare Halde weisen auf moderneren Bergbau hin, evtl. ist hier ein anders benannter Stollen |
| Betriebsstollen         |                             |            |                | Lage                                   | |
| Carolina                |                             |            | 1776           |                                        | |
| Christianstollen        |                             |            | 1778           |                                        | 1778 wurde der Alte Dörnbergstollen aufgewältigt und in Christianstollen umbenannt; identisch mit Christinastollen? |
| Christina               |                             |            | 1781           |                                        | identisch mit Christianstollen? |
| Dörnberger              |                             |            | 1743           |                                        | |
| Eleonoren               |                             | 600        | 1772           | Lage                                   | am Laurenburger Weg (B417), gegenüber der Mündung Schachtweg |
| Ferdinand               | +133,8                      | 2100       |                | Lage                                   | von Grube Anna |
| Groblay                 | +142,7                      | 500        |                |                                        | |
| Herminen                | +95,7                       | 250        | 1785           | Lage                                   | Wasserabfluss-Stollen des Adelheidstollen |
| Heuweger                | +173,2                      | 950        | 1535 (vor)     | Lage                                   | oberhalb Obernhäuser Hütte |
| Hochbausohle (Mundloch) |                             |            |                | Lage                                   | |
| Hohlschleifer           | +258,9                      | 800        |                | Lage                                   | |
| Hütten                  | +111,2                      | 2450       |                | Gelbachtal, nahe Otto-Wolf             | |
| Joseph                  | +196,3                      | 1950       | 1776           | Lage                                   | auch Josef-Stollen genannt, im Hüttenbachtal, zwischen Haus Dietrich und Haus Swarowski, verläuft unterhalb der Schule zum Mittelschacht |
| Karl                    |                             |            | 1766 oder 1760 | Lage                                   | auch Carlstollen genannt |
| Kiesbach                | +209,2                      | 1600       |                | Waselbachtal, nordöstl. Schrot-Schacht | |
| Lahn                    | +91,85                      | 2100       | 1836           | Lage                                   | auch Erbstollen oder Stollen Oberhof genannt, nach wie vor Hauptentwässerungsstollen der Grube |
| Ludwig                  | +257,5                      | 1100       | 1772           | Lage                                   | im Gelbachtal, 500 m südwestlich Galgenberg, am Hang |
| Magdalenen              | +205,1                      | 450        | 1773           | Lage                                   | im Gelbachtal, 250 m westlich Ludwigstollen |
| Martin                  | +106,6                      | 950        |                | Lage                                   | |
| Neuer Eleonoren         | +226,6                      | 490        |                | Lage                                   | |
| Ochsen                  |                             |            |                | Lage                                   | nur bei H. Normann erwähnt |
| Ommelbacher             | +283,6                      | 450        |                | Lage                                   | auch Ammelbacher-Stollen genannt |
| Otto-Wolff              | +125,2                      | 100        | 1935           | Gelbachtal                             | verbunden mit Otto-Wolff Blindschacht |
| Peter                   | +110,9                      | 1000 (ca.) |                | Gelbachtal, nahe Otto-Wolf             | |
| Schleifer               | +138,5                      | 1450       |                |                                        | |
| Sophie                  | +217,7                      | 2600       | 1751           | Lage                                   | zwischen Eleonoren- und Hüttenteich, links zu Beginn Schachtweg |
| Stollen                 |                             |            |                | Lage                                   | |
| Stollen 1               | +375,6                      | 400        |                |                                        | |
| Stollen 2               | +294,8                      | 3100       |                |                                        | |
| Stollen 1 (Feiershahn)  | +205,4                      | 100        |                |                                        | |
| Stollen 2 (Feiershahn)  | +236                        | 100        |                |                                        | |
| Stollen 3 (Feiershahn)  | +245,9                      | 100        |                |                                        | |
| Stollen 4 (Feiershahn)  | +205,5                      | 200        |                |                                        | |
| Tiefer                  | +102,2                      | 550        |                | Lage                                   | von Grube Bernshahn |
| Versuchs-               |                             |            |                | Lage                                   | |
| Versuchs-               | +151,3                      | 1450       |                |                                        | von Grube Beschertglück |
| Victor                  |                             |            | 1752           |                                        | |
| Wilhelm                 | +174,2                      | 4350       | 1772           | Lage                                   | im Hüttenbachtal, 100 m unterhalb Gasthaus |
| Wolfsgraben             | +253,9                      | 4000       |                | Waselbachtal, südöstl. Schrot-Schacht  | |

| Schacht                   | Höhe über NN (Hängebank) (m) | Teufe (m) | Begonnen       | Lage | Kommentar                                                         |
| ------------------------- | ---------------------------- | --------- | -------------- | ---- | ----------------------------------------------------------------- |
| Carl Friedrich            |                              | 60        | 1769           |      |                                                                   |
| Charlottenschacht         | +293,8                       | 75        | 1773           |      |                                                                   |
| Christina                 |                              | 79        | 1782           |      |                                                                   |
| Christinen                | +340,8                       | 81        | 1788           | Lage |                                                                   |
| Eisenkauter               | +351,5                       | 62        | 1764           | Lage |                                                                   |
| Emma-Ida                  | +259,0                       | 157       | 1815           | Lage |                                                                   |
| Erbprinzen                |                              | 35        | 1773 oder 1793 |      |                                                                   |
| Herminen                  | +289,1                       | 52        |                | Lage |                                                                   |
| Hoffnung                  |                              |           | 1783           |      | evtl. identisch mit Neuehoffungsschacht                           |
| Holzappeler Grenzschacht  | +335,1                       | 52        |                | Lage |                                                                   |
| Leopoldine                |                              |           | 1743           |      |                                                                   |
| Louisen                   | +318,1                       | 92        |                | Lage |                                                                   |
| Mittel                    | + 278,5                      | 720       | 1855           | Lage |                                                                   |
| Neuehoffnung              | +277,9                       | 55        | 1788 oder 1783 | Lage | auch Neuhoffnung-Schacht genannt, identisch mit Hoffnungsschacht? |
| Obernhofer Grenzschacht   | +340,7                       |           |                | Lage |                                                                   |
| Otto-Wolff                | +125,2                       | 476       | 1935           | Lage |                                                                   |
| Schrot                    | +253,5                       | 73        |                | Lage |                                                                   |
| Stephan                   | +272,2                       | 714       | 1844           | Lage |                                                                   |
| Ulrika                    |                              | 55        | 1780           |      | auch Ulrikenschacht genannt                                       |
| Blindschacht 10 Ost       | −434,5                       | 292       | 1924           |      |                                                                   |
| Blindschacht 1 Mittelfeld | −441,5                       | 99        | 1920           |      |                                                                   |
| Blindschacht 1a (18–21)   | −442                         | 357       | 1935           |      |                                                                   |
| Blindschacht 10a          | −434,4                       | 143       | 1936           |      |                                                                   |
| Blindschacht 10b          | −574,9                       | 168       | 1936           |      |                                                                   |
| Blindschacht 18           | −429,2                       | 154       | 1923           |      |                                                                   |
| Blindschacht 5 West       | −233,0                       | 50        | 1915           |      |                                                                   |
| Blindschacht 23           | −328,0                       | 101       | 1927           |      |                                                                   |

## Heutiger Zustand (2017)

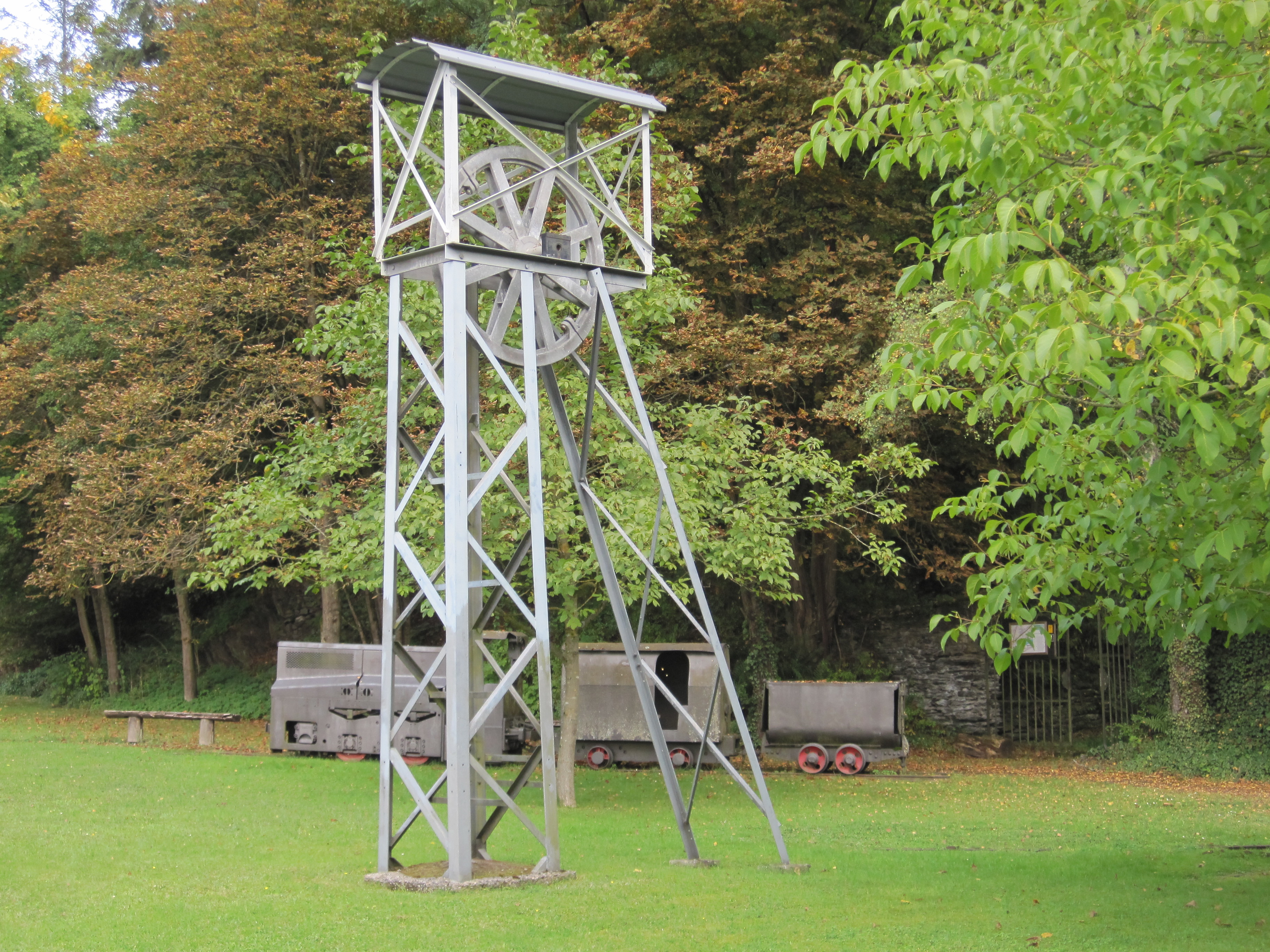
Erinnerungsplatz Grube Holzappel

Die übertägigen Anlagen des Stephan- und des Mittelschachtes lagen westlich der B 417 zwischen Holzappel und Laurenburg oberhalb des Ortsteils Dörnberg-Hütte. Die beiden Schächte lagen nur 95 Meter voneinander entfernt. Heute sind nur noch Mauerreste und das Haldengelände zu erkennen. Ein Bergbaulehrpfad mit Tafeln und Modellen erklärt die Örtlichkeiten.
Das ehemalige Wohnhaus des jeweiligen Betriebsführers in Holzappel ist heute als Goethehaus bekannt (Lage). Das Gebäude der ersten Grubenverwaltung wird heute als Weinwirtschaft genutzt (Lage).
In Laurenburg befindet sich das Mundloch des Herminenstollens in der Kellerwand des Schlosses (Lage), das als ehemaliges Verwaltungsgebäude ebenfalls ein Zeugnis des Bergbaus ist. Das Mundloch des Adelheidstollens liegt 120 m westlich auf einem abgeschlossenen Privatgrundstück. In einem kleinen Park an der B 417 erinnern ein stark verkleinertes Modell des Fördergerüsts und einige Grubenfahrzeuge (die nicht in Holzappel zum Einsatz kamen) an die Grube Holzappel. Auf der gegenüberliegenden (westlichen) Straßenseite erkennt man deutlich die Halden (Lage) der ehemaligen Aufbereitung.

## Sonstiges
Der österreichische Maler und Komponist Anton Hafner wurde als Gegner der Nationalsozialisten überfallen, verprügelt und flüchtete vor dem Transport in ein Konzentrationslager und arbeitete in Folge 1938 in der Grube Holzappel.